# Ossaea lanceolata
Ossaea lanceolata är en tvåhjärtbladig växtart som beskrevs av Ignatz Urban och Erik Leonard Ekman. Ossaea lanceolata ingår i släktet Ossaea och familjen Melastomataceae. Inga underarter finns listade i Catalogue of Life.